# Vertrijk
Vertrijk is een dorp in de Belgische provincie Vlaams-Brabant en een deelgemeente van Boutersem. Vertrijk was een zelfstandige gemeente tot aan de gemeentelijke herindeling van 1965.
In de Romeinse tijd liep er een heerbaan doorheen dit gebied.

## Bezienswaardigheden

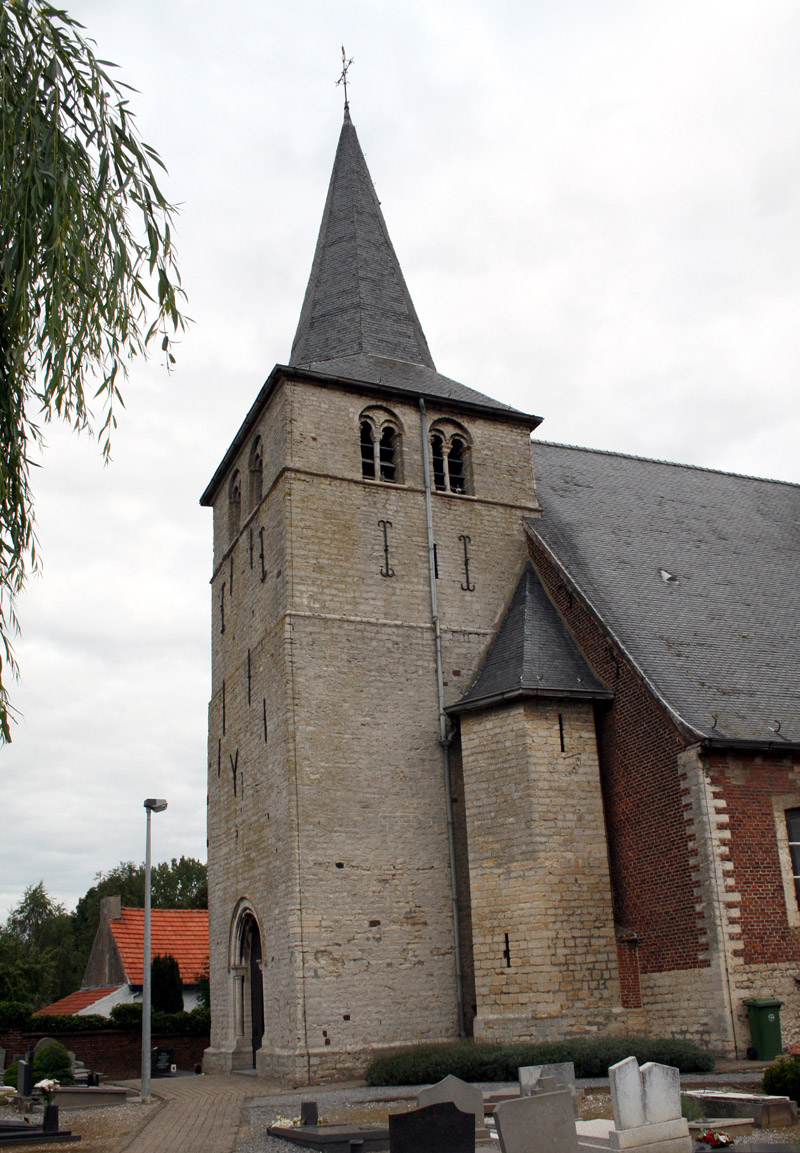
Onze-Lieve-Vrouw Hemelvaartkerk van Vertrijk

- De Onze-Lieve-Vrouw-Hemelvaartkerk is een mengeling van stijlen. De romaanse kerktoren dateert uit de 12e eeuw en is het enige overblijfsel van de eerste, romaanse, kerk. De trapkoker rechts van de toren is een restant van het gotisch schip dat in de 14e eeuw werd gebouwd als vervanging van het romaanse schip. Het koor en transept (niet op de foto) dateren uit de 16e eeuw, en het huidige classicistische schip werd gebouwd aan het einde van de 18e eeuw. In de kerk bevindt zich een orgel uit ca. 1820, dat in 1855 vergroot werd. De kerk en het kerkhof errond zijn sinds 1942 beschermd.
- Het Kasteel van Kwabeek en het omliggende park.
- De Sint-Luciakapel

## Natuur en landschap
Vertrijk ligt op de grens van Haspengouw en Hageland. Het ligt aan de Velp op een hoogte van 60-94 meter. Een belangrijk natuurgebied is Snoekengracht, gelegen aan de Velp.
Indien meerstammige bomen in aanmerking worden genomen, bevindt de dikste boom van België zich op het domein van Kwabeek in Vertrijk

## Demografische ontwikkeling
- Bronnen:NIS, Opm:1831 tot en met 1970=volkstellingen

## Verkeer
Vertrijk ligt aan de N234. Deze heeft een op- en afrittencomplex met de E40/A3.
Vertrijk heeft een NMBS-treinstation op lijn 36. Van hieruit kan iedereen zich rechtstreeks verplaatsen naar Landen, Tienen, Leuven, Brussels Airport en Brussel.
Qua busvervoer zijn de inwoners van Vertrijk voornamelijk gewezen op de belbus Tienen - Boutersem - Hoegaarden van De Lijn, die hen in staat stelt zich binnen de gemeente en naar Tienen te verplaatsen.

## Nabijgelegen kernen
Roosbeek, Boutersem, Neervelp, Willebringen